# بحيرة الملاح
بحيرة الملاح هي بحيرة مياه مالحة تقع في الحظيرة الوطنية للقالة بولاية الطارف بالجزائر، وهي معترف بها كموقع حيوي حسب اتفاقية رامسار في 12 سبتمبر 2004 وهي منطقة مهمة في شمال إفريقيا.

## الموقف

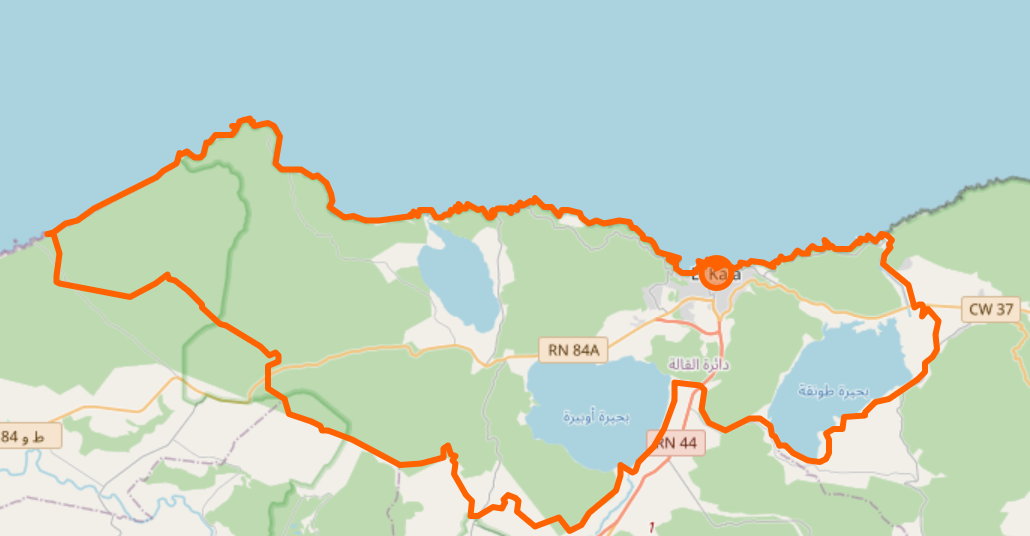
موقع البحيرة في بلدية القالة، بحيرة الملاح هي أقصى الغرب.

بحيرة الملاح هي بحيرة ملحية، تتصل بالبحر من خلال قناة ضيقة عبر مجموعة من الكثبان الرملية التي تبلغ حوال 900 متر، تقع في الجزء الأوسط من حظيرة القالة الوطنية، التي تضم بحيرتين أخريين للمياه العذبة، بحيرة طونغا، وبحيرة أوبيرة، حيث صنفت هذه البحيرات الثلاث كأراضي رطبة ذات أهمية دولية بموجب اتفاقية رامسار من قبل اليونسكو.
تقع البحيرة بين مدينة القالة في أقصى شمال شرق البلاد والحدود الجزائرية التونسية، تبلغ مساحتها حوالي 2257 هكتار بمتوسط عمق 3 أمتار وبعمق أقصى 6 أمتار.
يشتمل الموقع أيضًا على دلتا صغيرة قليلة الملوحة وبحيرة صغيرة مؤقتة للمياه العذبة، تغذيها الأمطار والمياه الجوفية وتحيط بها مجموعة من الكثبان الرملية.

## مناخ
مناخ المنطقة هو البحر الأبيض المتوسط، حيث يبلغ متوسط درجة الحرارة السنوية 18.9 درجة مئوية، ويمتد موسم الجفاف لمدة أربعة أشهر، وشهر يناير هو أبرد شهر، وأغسطس هو الأكثر سخونة، يتجاوز متوسط هطول الأمطار السنوي 700 ملم، وتشهد المنطقة أقصى هطول لهطول الأمطار في الخريف والشتاء وأقلها في الصيف.

## التنوع الحيوي

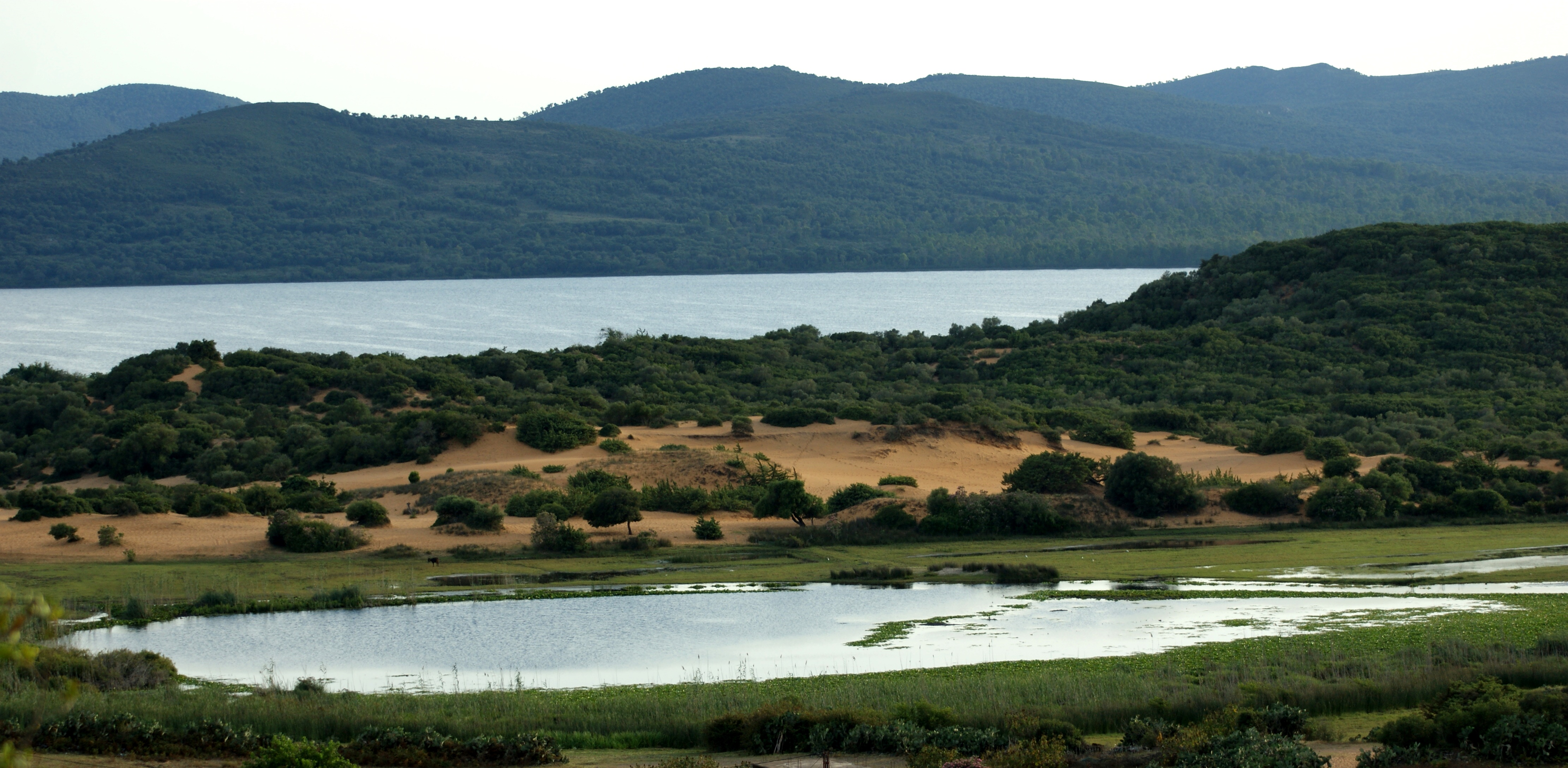
بحيرة الملاح والكثبان الرملية

توفر البحيرة تنوعًا بيولوجيًا غنيًا، من خلال التبادل المزدوج للبحيرة مع مستجمعات المياه ومع البحر عبر القناة، تعتبر الدلتا موطنًا لأنواع مثل خريزة، وأسل.
تساهم ملوحة البحيرة وإنتاجيتها العالية في التنوع البيولوجي الغني للعوالق النباتية والعوالق الحيوانية والأسماك، وتعمل كموقع حضانة، للأسماك أمثال عريك شمالي، وسمك موسى، وشلبة، وأسماك المرمار.
بالإضافة إلى ذلك وجود العديد من الأنواع الأخرى من الطيور والزواحف التي تتردد الموقع لوفرة الغذاء فيه. وهي موطن لأنواع مختلفة من الطيور المائية، بما في ذلك طائر الغاق الكبير، وغطاس متوج، وزرقاي.؛ يعمل السكان المحليون فيها على زراعة الفول السوداني.